# Danuta Jasińska
Danuta Jasińska (ur. 1947) – polska muzykolog, dr hab. nauk humanistycznych, profesor Katedry Muzykologii Wydziału Historycznego Uniwersytetu im. Adama Mickiewicza w Poznaniu.

## Życiorys
Obroniła pracę doktorską, następnie 24 marca 1997 habilitowała się na podstawie pracy zatytułowanej Styl brillant a muzyka Chopina. Została zatrudniona na stanowisku profesora w Katedrze Muzykologii na Wydziale Historycznym Uniwersytetu im. Adama Mickiewicza w Poznaniu.